# Campeonato Europeo de Remo de 1970
El LX Campeonato Europeo de Remo se celebró en Tata (Hungría) en 1970 bajo la organización de la Federación Internacional de Sociedades de Remo (FISA).
En total se disputaron cinco pruebas diferentes, todas ellas en la categoría femenina.

## Medallero
| Núm. | País         | Oro | Plata | Bronce | Total |
| ---- | ------------ | --- | ----- | ------ | ----- |
| 1    | RDA          | 3   | 1     | 1      | 5     |
| 2    | URSS         | 1   | 3     | 1      | 5     |
| 3    | Rumania      | 1   | 0     | 1      | 2     |
| 4    | Países Bajos | 0   | 1     | 0      | 1     |
| 5    | Bulgaria     | 0   | 0     | 1      | 1     |
| 5    | RFA          | 0   | 0     | 1      | 1     |
|      | TOTAL        | 5   | 5     | 5      | 15    |